# Kapilláris zónaelektroforézis
A kapilláris zónaelektroforézis (angolul: capillary zone electrophoresis, CZE) a leggyakrabban alkalmazott kapilláris elektroforézis módszer, ahol az elválasztás egy pufferelektrolittal töltött kapillárisban történik. Az elválasztás során a komponensek tömeg/töltés arányuknak megfelelően különböző sebességekkel vándorolnak, és így elválasztódnak egymástól.